# 1602

## Събития
- 8 ноември – Отворена е Бодлиевата библиотека в Оксфордския университет.
- Персия и Испания сключват отбранително съглашение и обявяват война на Османската империя.

## Родени
- 14 февруари – Франческо Кавали, италиански композитор († 1676)
- 2 май – Атанасий Кирхер, немски учен, йезуит († 1680 г.)
- 26 май – Филип дьо Шампан, френско-фламандски бароков художник († 1674)
- 14 юли – Мазарини, кардинал
- 22 ноември – Елизабет Бурбонска, френска принцеса, кралица на Испания и Португалия като съпруга на Филип IV († 1644)
- ?? – Едуард Монтегю, 2-ри граф на Манчестър († 1671)

## Починали
- 22 март – Агостино Карачи, италиански бароков художник, брат на Анибале Карачи (р. 1557 г.)
- октомври – Томас Морли, английски композитор от Елизабетинската епоха (р. 1557 г.)